# Лабенок Леонід Васильович
Леонід Васильович Лабенок (24 травня 1927, Ленінград — 2 вересня 2000) — український радянський живописець, заслужений художник УРСР (з 1973 року), Народний художник України, лауреат державної премії АРК, член правління Спілки художників СРСР.

## Біографія
Народився 24 травня 1927 року в Ленінграді. Учасник радянсько-німецької війни. Член ВКП (б) з 1953 року. Випускник Кримського художнього училища імені М. Самокиша і Ленінградського вищого художньо-промислового училища імені В. Мухіної (1956).
Протягом майже 20 років очолював Кримську організацію Спілки художників України, працював її секретарем. Засновник Кримського Будинку художників.
Помер 2 вересня 2000 року.

## Твори
- «Батьківщини простори» (1960);
- «В Севастополі» (1961);
- мозаїчне панно «Чорномор'я» на будинку в Ялті (1965, в співавторстві);
- «В Горках» (1970);
- «Тато» (1971);
- «Батько» (1974);
- «Земля» (1975);
- «Летять журавлі» (1976);
- «Венеція» (1977);
- «Море» (1993).

## Нагороди
Нагороджений орденами Вітчизняної війни ІІ ступеня, «Знак Пошани», медалями «За відвагу», «За трудову відзнаку», срібною медаллю М. Грекова за відображення теми німецько-радянської війни в образотворчому мистецтві.

## Пам'ять

меморіальна дошка

В Сімферополі, на фасаді Будинку художника, в пам’ять про громадську і мистецьку діяльність Леоніда Лабенока встановлено меморіальну дошку.